# روث ريتشارد
روث ريتشارد (بالإنجليزية: Ruth Richard)‏ هي لاعب كرة قاعدة أمريكية، ولدت في 20 سبتمبر 1928 في سيليرسفيل في الولايات المتحدة، وتوفيت في 6 مايو 2018 في كويكرتاون في الولايات المتحدة.